# 이용악
이용악(李庸岳, 1914년 ~ 1971년)은 한국의 시인이다. 함경북도 경성 출신으로 일본 도쿄에 있는 조치대학(上智大学)을 졸업했고 1939년 귀국하여 주로 잡지사 기자로 일하였다. 대학에 재학 중이던 1935년, 신인문학에 시 '패배자의 소원'을 발표하면서 등단했다. 광복 후 서울에서 조선문학가동맹 소속으로 <노한 눈들>, <짓밟히는 거리에서>, <빛발 속에서> 등의 시를 발표하며 '미제와 이승만을 반대하는 문화인' 모임에서 활동하 체포되어 10년형을 받고 서대문형무소에서 복역하던 중 인민군의 서울 점령 때 출옥하여 자진 월북했다. 한국 전쟁 중에 <원쑤의 가슴팍에 땅크를 굴리자> 등의 시를 발표했으며 월북한 지 21년이 지난 1971년에 사망한 것으로 알려져 있다. 대표작으로는 《북국의 가을》, 《풀벌렛소리 가득차 잇섯다》, 《낡은 집》, 《슬픈 사람들끼리》 등이 있으며 시집으로는 《분수령》, 《낡은 집》, 《오랑캐꽃》 등이 있다.

## 시
```
  - <풀벌렛 소리 가득 차 있었다> -
```

우리집도 아니고
일가집도 아닌 집
고향은 더욱 아닌 곳에서
아버지의 침상(寢床) 없는 최후(最後)의 밤은
풀벌레 소리 가득 차 있었다.
노령(露領)을 다니면서까지
애써 자래운 아들과 딸에게
한마디 남겨두는 말도 없었고
아무을만(灣)의 파선도
설룽한 니코리스크의 밤도 완전히 잊으셨다
목침을 반듯이 벤 채
다시 뜨시잖는 두 눈에
피지 못한 꿈의 꽃봉오리가 갈앉고
얼음장에 누우신 듯 손발은 식어갈 뿐
입술은 심장의 영원한 정지를 가르쳤다
때 늦은 의원이 아무 말없이 돌아간 뒤
이웃 늙은이 손으로
눈빛 미명은 고요히
낯을 덮었다.
우리는 머리맡에 엎디어
있는 대로의 울음을 다아 울었고
아버지의 침상(寢床) 없는 최후(最後)의 밤은
풀벌레 소리 가득 차 있었다.